# Stephan Hayd
Stephan Hayd (auch Stephan Haid; * 13. Juli 1744 in Alberweiler; † 19. Dezember 1802 in Zwiefalten) war ein deutscher Benediktiner, Geistlicher, Theologe und Hochschullehrer.

## Leben
Hayd wurde 1762 in die Benediktinerabtei Zwiefalten aufgenommen. Sein Studium der Theologie absolvierte er an der den Benediktinern unterstehenden Universität Salzburg. Wann er den Grad eines Doktors der Theologie erhielt, ist unbekannt. 1768 erfolgte die Priesterweihe, anschließend wurde er an der Abtei in Zwiefalten Lehrer der Philosophie und Novizenmeister, dann Professor der Humaniora am Gymnasium in Ehingen.
Hayd wurde 1774 als Professor der der griechischen Sprache und Hermeneutik des Neuen Testamentes an die Theologische Fakultät der Universität Freiburg im Breisgau berufen. 1784 kehrte er aus gesundheitlichen Gründen in die Abtei nach Zwiefalten zurück. Dort wurde er zunächst Sekretär des Abts, dann Sekretär der Oberschwäbischen Benediktinerkongregation, anschließend Superior des Seminars in Ehingen sowie Pfarrer in Dürrenwaldstetten. Zuletzt war Hayd Archivar des Klosters in Zwiefalten.

## Werke (Auswahl)
- Introductio Hermeneutica In Sacros Novi Testamenti Libros Ad Usum Suorum Auditorum, Trattner, Wien 1777.
- Positiones ex hermeneutica in sacra V. & N. Testamenti, Satron, Freiburg 1780.